# Éric Boullier
Éric Boullier (Laval, 1973. november 9. –) francia mérnök, menedzser, a Formula–1-es Lotus F1 Team csapatfőnöke 2009-től 2013-ig. 2014. január 29-től 2018 júliusáig a McLaren Formula One Formula–1-es csapat versenyigazgatója volt.
2010. április 10-én választották meg az Formula One Teams Association (FOTA) alelnökének.
Boullier az Institut polytechnique des sciences avancées-ben tanult.